# Camaragibe
Camaragibe − miasto w Brazylii, w stanie Pernambuco.